# 郭毓璋
郭毓璋（？—1929年），字紫岩，陝西省同州府華州人，清末民初政治人物。

## 生平
光緒二十年（1894年）甲午科舉人，光绪二十九年（1903年），参加癸卯科進士三甲第67名。同年閏五月，著交吏部掣签分发各省，以知县即用。历官湖北孝感县、武昌縣知县、蕲州知州。民国初，任省参议院议员，通志馆分纂。民国十八年（1929年）冬卒。